# Barend Dircksz

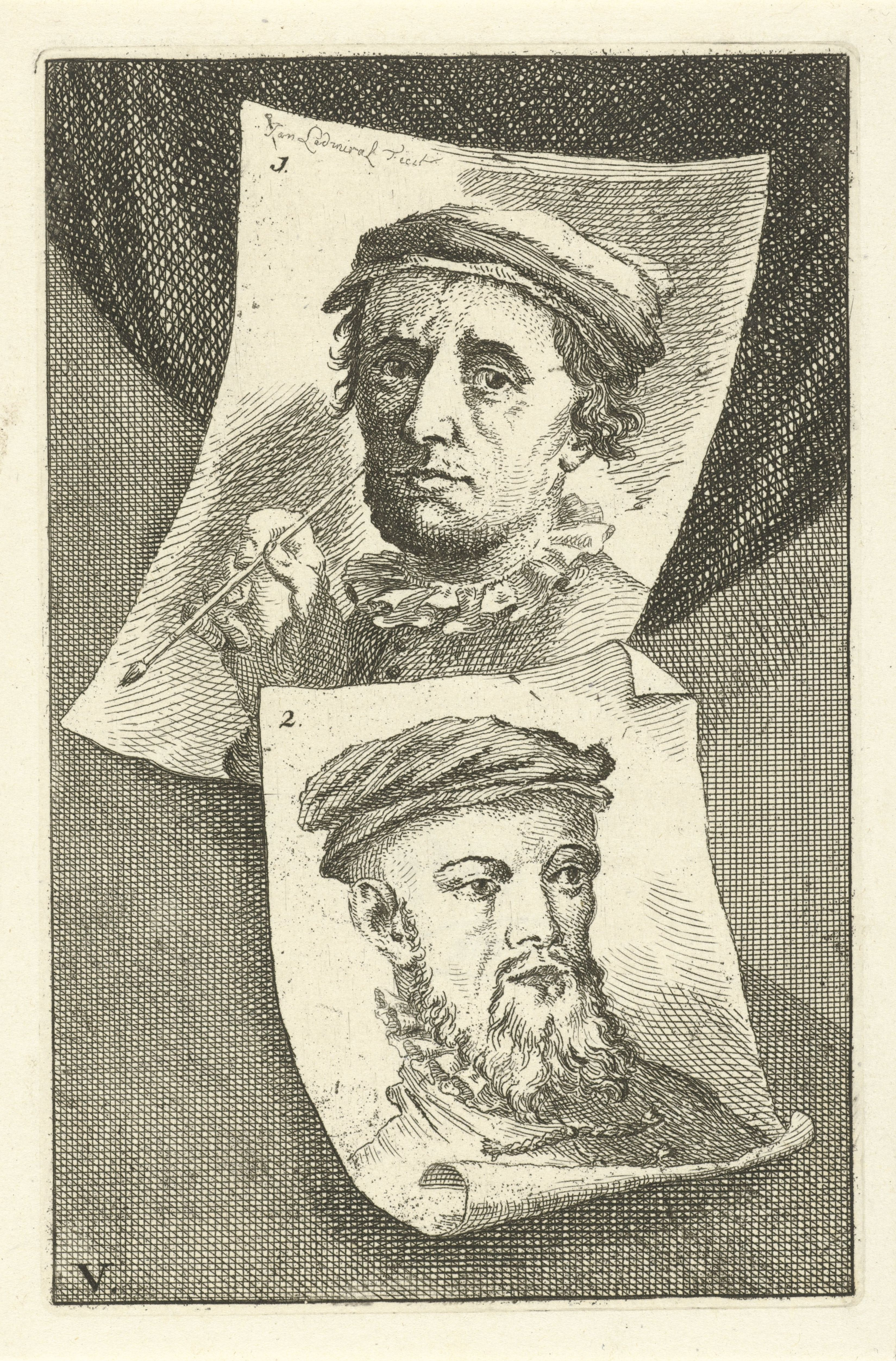
Portretten van Allaert Claesz (1) en Barend Dircksz (2) door Jan l'Admiral (Het leven der doorluchtige Nederlandsche en eenige Hoogduitsche schilders, voormaals byeen-vergaderd en beschreven (1764))

Barend Dircksz, bijgenaamd Doove Barend (ca. 1500 - ca. 1577) was een Nederlands kunstschilder, decoratieschilder en tekenaar. Hij was de vader en eerste leermeester van de schilder Dirck Barendsz. en was als kunstenaar actief te Amsterdam, in elk geval in de periode 1535 - 1557. Doove Barend vervaardigde genrestukken, religieuze werken en portretten.
Zijn zoon Dirck werd in 1534 geboren in Amsterdam. Een vermelding in het zogeheten 'kohier van de 10de penning', een belastingregeling waarbij 10% werd geheven op onroerende goederen, geeft aan dat hij woonde aan de Nieuwezijds Achterburgwal.